# بیلی دث
بیلی دث (انگلیسی: Billy Death; ۱۳ نوامبر ۱۹۰۰ – ۳ ژوئیهٔ ۱۹۸۴) بازیکن فوتبال اهل بریتانیا بود.
از باشگاه‌هایی که در آن بازی کرده‌است می‌توان به باشگاه فوتبال منزفیلد تاون اشاره کرد.